# Tarascon
Nota: Não confundir com Tarascon-sur-Ariège
Tarascon é uma comuna francesa na região administrativa da Provença-Alpes-Costa Azul, no departamento de Bouches-du-Rhône. Estende-se por uma área de 73,97 km². Em 2010 a comuna tinha 15 333 habitantes (densidade: 207,3 hab./km²).
Durante a Roma Antiga, Tarascon foi conhecida como Taruscão (em latim: Tarusco).